# بيت الحداد (خيران المحرق)

تعديل مصدري - تعديل

بيت الحداد هي إحدى قرى عزلة مسروح بمديرية خيران المحرق التابعة لمحافظة حجة، بلغ تعداد سكانها 327 نسمة حسب تعداد اليمن لعام 2004.